# I disperati della gloria
I disperati della gloria (Les parias de la gloire) è un film del 1964 diretto da Henri Decoin.
La pellicola di guerra è ambientata in Vietnam durante la guerra d'Indocina.

## Trama
Durante la seconda guerra mondiale André Ferrier, un giovane combattente francese, vede suo fratello morire per mano dei soldati tedeschi. Da allora ha preso una violenta avversione per il popolo tedesco. Nel 1947, col grado di sergente, viene inviato in Vietnam in un isolato avamposto, esposto agli attacchi dei ribelli Viet Minh. Un giorno, un piccolo aereo precipita nelle vicinanze e il pilota si rifugia nell'avamposto francese. Si tratta di Ludwig Goetz, un tedesco che lavorava in una piantagione vicina. Nella mente di Ferrier è ancora un nemico, perciò tratta l'ospite civile con freddezza. Anche il “crucco” ha dei terribili ricordi della guerra terminata da pochi anni. La drammatica situazione in cui si trovano al momento, prende il sopravvento: gli ex-nemici placano le incomprensioni e creano un reciproco rispetto.